# 虹灣

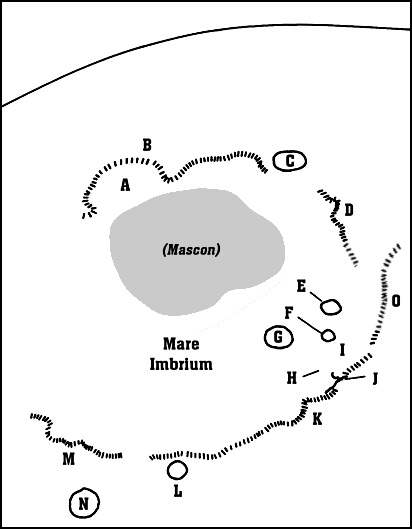
雨海特征详图。虹湾位置以"A"标注，中间灰色区域是雨海质量瘤。

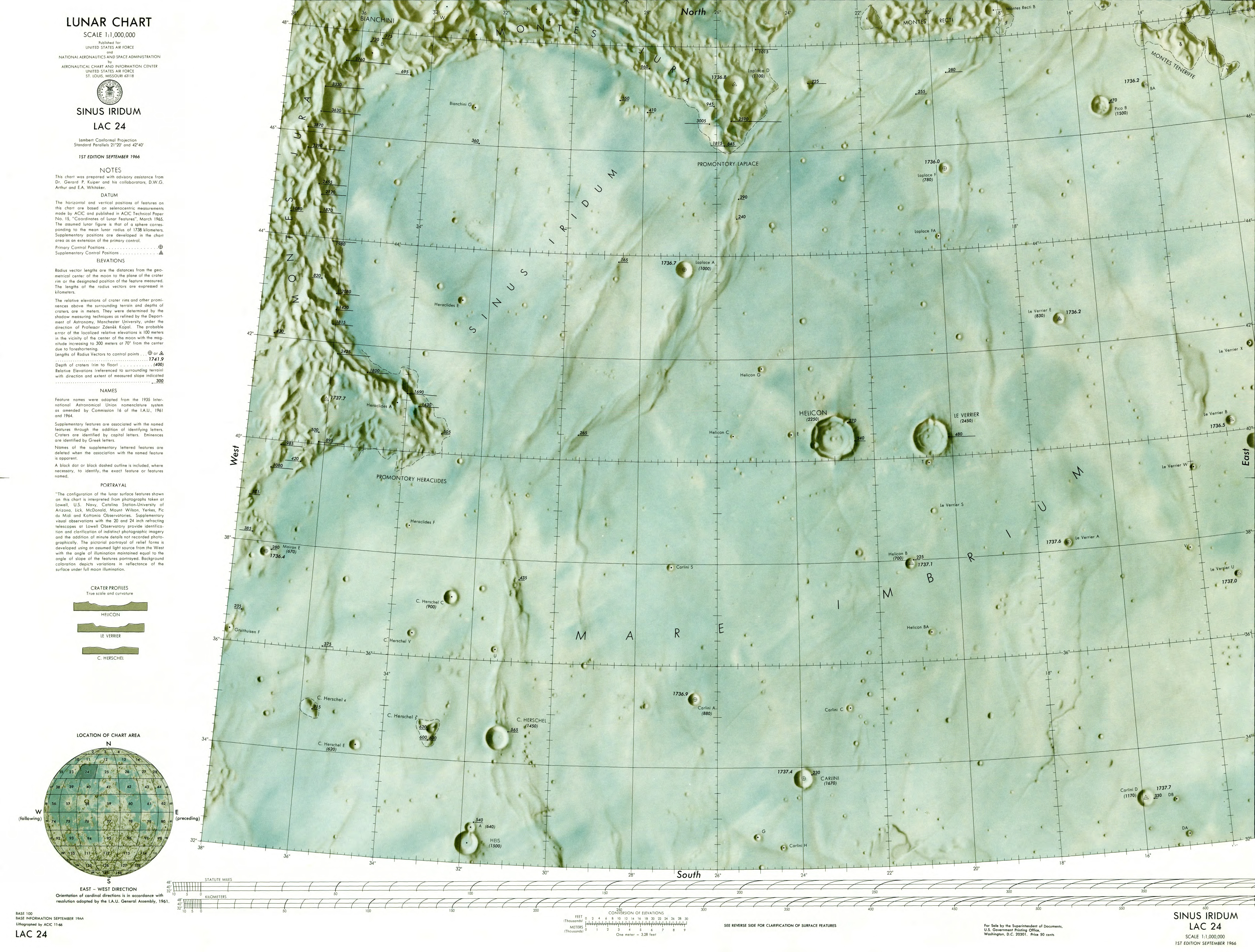
区域图(1966)

虹湾（拉丁語：Sinus Iridum）是月球上雨海西北侧的一处月海区，位于一座直径约260公里的撞击坑中。它是被最早看见、最美丽的月海也是天文爱好者最爱的观察对象。

## 命名
"虹湾"的现代名称最早是在1651年由乔瓦尼·里乔利提出，1935年被国际天文学联合会批准采纳。虹湾的字面意思是“彩虹之湾”。
在此之前，该月湾的其它名称有：1641年米迦勒·弗洛伦特·范·朗伦称它为"几何湾"(Sinus Geometricus)；而在1647年约翰·赫维留将它命名为"阿波罗湾"(Sinus Appollinis)，该名字来源于相邻月岬(可能是拉普拉斯岬)，赫维留按用地球地名命名月球对象的习惯称它为"阿波罗岬"(Promontorium Apollinis)，摩洛哥人对"三叉岬"(Cape Three Forks)的旧称。

## 描述
虹湾占满整个位于雨海撞击盆地边缘的一座撞击坑，该撞击坑的直径约260公里，月湾宽度不到10公里。东南与雨海相连，其它几面被侏罗山脉-前述撞击坑的残剩坑壁所包围。山脉伸入月海的二端形成了拉普拉斯岬(东北)和赫拉克利德岬(西南)。1679年乔瓦尼·多梅尼科·卡西尼指出，赫拉克利德岬的末端有点像正在眺望着拉普拉斯岬的人头。自此以后，该地点被称为"女人头"或"月亮姑娘"，这一景象在黎明时分最相像。
环虹湾的陆地山丘主要由雨海撞击盆地及其溅射物组成，许多只有几公里大小的陨石坑，可能就是前述撞击坑的次级坑。
虹湾表面低于月面基准高度2.5-3.0公里，其高度随与雨海距离的加大而降低，在接近西北段的比安基尼陨石坑时达到最低点，而侏罗山脉的最高峰则较该区域高出4公里，比相邻的夏普陨石坑坑壁还略高。月湾平坦表面上的地貌特征：只有小撞击坑和月沟，山脊不高，边缘是未被熔岩覆盖的小山丘。
覆盖虹湾的熔岩层厚度据估计有0.5公里(根据于陨石坑深度所对应直径的评估理论)。虹湾不同部分所覆盖的熔岩成分不同：接近雨海一侧部分钛和铁含量明显增高，是典型的相对年轻熔岩流的成分。
月海沿岸区域显示重力有异常的微弱下降；而靠月海一侧呈现正向增长-月海质量瘤。

## 表面地貌

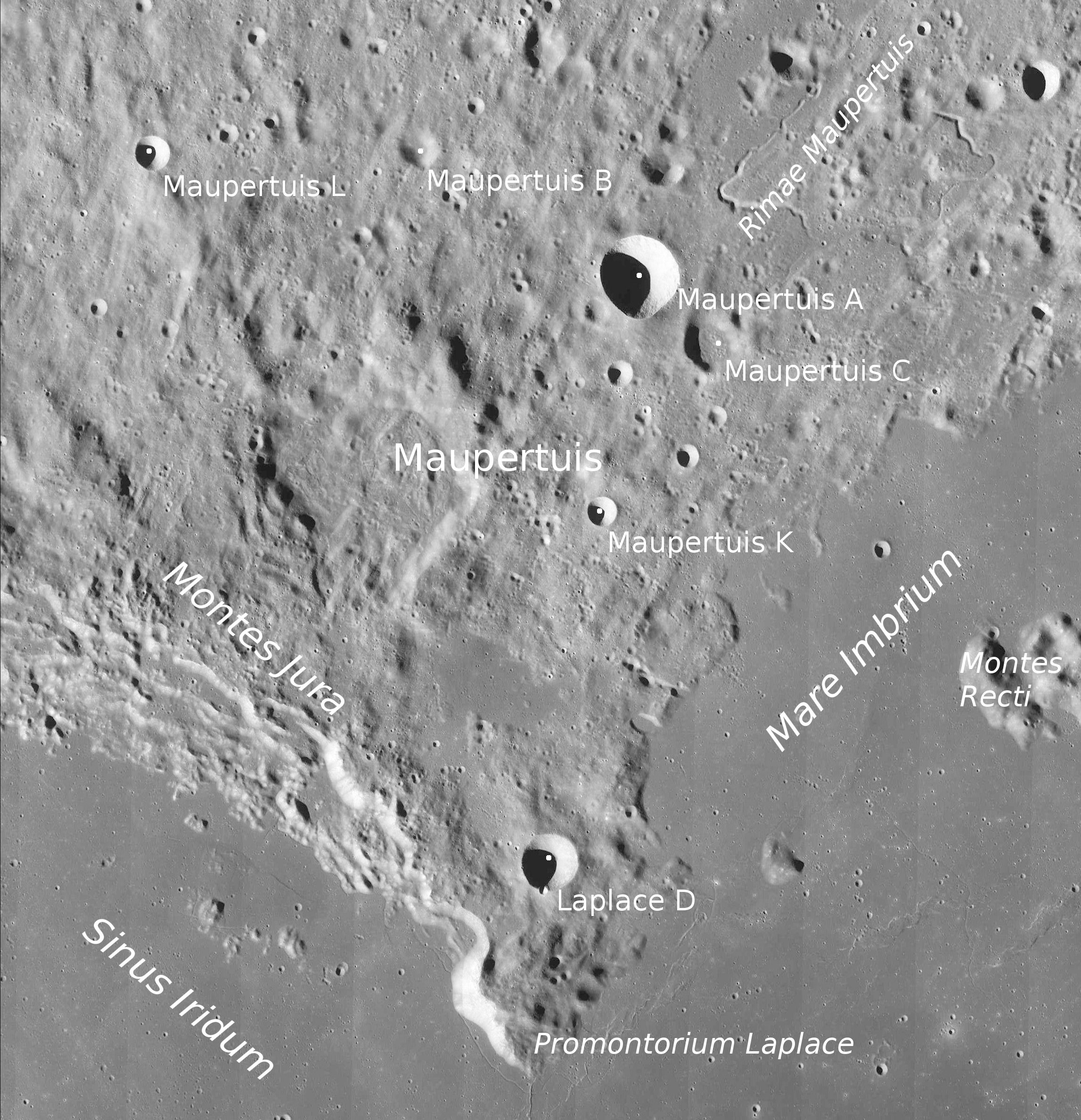
Maupertuis - LROC - WAC地貌图

虹湾中最大的撞击坑是位于雨海边缘直径8公里的"拉普拉斯 A"、4公里的卫星坑"赫拉克利特 E"及相同大小的"比安基尼 G"。这是截止2015年月湾中已命名的陨石坑。
在月湾东面的月海中是一对直径20公里的赫利孔陨石坑和勒维耶陨石坑，注意它们的溅射物，前一座的被掩盖在月海熔岩下，而后一座的则位于熔岩表面，因为它是后来才形成的撞击坑。在侏罗山脉中坐落着三座直径约40公里的撞击坑：夏普陨石坑、比安基尼陨石坑和莫佩尔蒂陨石坑。比安基尼陨坑靠近月湾一侧的坑壁似乎已发生崩塌。
虹湾与雨海相邻区域横贯着数道从东北向西南伸展的无名山脊，其中最大的一条位于月湾与月海的分界线上，为雨海撞击盆地内环山脊的一部分；它们中的一条长约200公里，高度100米。在侏罗山脉中有一条蜿蜒70公里、宽0.5公里，深约10米的狭窄月沟。此外，从月湾西北到东南伸展着一条撞击坑溅射的明亮射纹线以及众多错落密布的次级坑。

## 地质史
虹湾所位于的撞击坑，坐落在古雨海撞击盆地边缘，后来，曾多次被玄武岩熔岩覆盖。月湾中各部分所覆盖的熔岩地质龄及成分略有不同，不同的研究得出了这些地区不同的数值和年龄范围。
依据存续期内所累积的撞击坑密度对该撞击坑及虹湾熔岩层的估测，撞击坑年龄范围为37-38亿年；较雨海盆地年轻，但不超过2亿年。但对月湾及周边月海区的熔岩层年龄估计则不尽相同。根据其中一项研究，虹湾的地质龄为30±1亿年-34±1亿年不等，且越往西南区年龄则越小；而另一项研究得到的结果是22±5亿年-33±2亿年且呈朝东南(雨海)递减的趋势。在第三种研究中，上述地点的年龄范围为25±3亿年-33±1亿年，最年轻的熔岩流只位于雨海中。
因此，覆盖在虹湾表面的是属于晚雨海世和爱拉托逊纪年代的熔岩。
覆盖在月湾上的熔岩层固化后，仍被流动的熔浆切割出蜿蜒的凹槽。在自身重力的作用下覆盖层产生轻微变形而形成山脊。

## 飞船着陆
- 1970年11月17日苏联月球17号在虹湾赫拉克利德岬西南(38°14′15″N 35°00′06″W / 38.2376°N 35.0016°W)实现软着陆，并成功地运行了世界上首部探测车-月球车1号[24]。
- 2013年12月14日中国嫦娥三号探测器携带玉兔号月球车[25]降落在虹湾东面(44°07′17″N 19°30′42″W / 44.1214°N 19.5116°W)处。原预定着陆点为虹湾[26]，该地点是中国探月研究的主要目标区之一[17]。

## 专题论文
- 乔乐;肖龙; 赵健楠; 黄倩; 春山淳一. . 中国地质大学(武汉)行星科学研究所. 2014, 101: 37–52. Bibcode:2014P&SS..101...37Q. doi:10.1016/j.pss.2014.06.007.